# 仲夏 (專輯)
《仲夏》是鳳飛飛加盟北聯唱片首張專輯，也是她個人的第七十張專輯，發行於1984年7月。
專輯與卡帶首創發行五種不同的專輯封面。

## 專輯簡介
帶給您的夏日清涼......  仲夏
北聯唱片推出專輯後，順勢帶出《仲夏》專輯的副產品，分別為《仲夏專輯立體音樂演奏》及《仲夏專輯立體KARAOKE音樂伴奏》。這兩張副產品，只有推出Tape版，且至今仍未復刻。
新加坡版的《仲夏專輯立體KARAOKE音樂伴奏》更名為《鳳飛飛音樂專輯》，1984年10月由新加坡新麗聲唱片發行卡帶。

## 新加坡專輯宣傳
鳳飛飛在1984年飛到新加坡拍攝【繽紛星期二】電視節目的“鳳飛飛小單元-夏日·陽光·鳳飛飛”，在郭浩水導播的執導下拍攝多首【夏艷】專輯歌曲MV。

## 專輯曲目
| 曲序 | 曲名         | 作詞   | 作曲   | 編曲   | 長度 | 備註                                                      |
| A1   | 夏的季節     | 何啟弘 | 陳復明 | 丹尼   |      | 張清芳翻唱；收錄於〈雙陳故事〉                            |
| A2   | 涼呀涼       | 小蟲   | 小蟲   | 丹尼   |      | 電影《豆芽夢》插曲 劉秋儀翻唱；收錄於《Vol. 19 我的心事》 |
| A3   | 潮汐         | 陳依齡 |        |        |      |                                                           |
| A4   | 別再憧憬     | 童安格 | 童安格 | 林國雄 |      |                                                           |
| A5   | 我的婚禮     | 高資敏 | 安安   | 丹尼   |      |                                                           |
| A6   | 天空依然蔚藍 | 何啟弘 | 陳復明 | 丹尼   |      |                                                           |
| B1   | 夏艷         | 童安格 | 童安格 | 林國雄 |      |                                                           |
| B2   | 雖然不是初戀 | 慎芝   | 安安   | 林國雄 |      |                                                           |
| B3   | 思念之心     | 鄭崇文 | 童安格 | 林國雄 |      |                                                           |
| B4   | 尋           | 洪愛倫 | 洪愛倫 | 丹尼   |      | 楊林翻唱；收錄於《玻璃心·問你可知道》海外版專輯           |
| B5   | 星月         | 童安格 | 童安格 | 丹尼   |      | 童安格翻唱；收錄於《我曾經愛過》                          |
| B6   | 夏艷         |        | 童安格 | 丹尼   |      | 演奏音樂                                                  |

## 專輯版本
- 黑膠唱片[6]
  - 1984年7月台灣北聯唱片發行
  - 1984年7月新加坡新麗聲機構發行
  - 1984年馬來西亞快樂機構發行（僅有電臺版，無市售版本）
    - 有收錄【尋】和【夏艷（演奏音樂）】

  - 2003年新加坡新麗聲機構+Red Point Record Warehouse發行
    - 復刻彩膠
    - 限量1000張：獨立流水編號刻在彩膠，印在外封套編號貼紙上

  - 2012年12月6日台灣飛躍藝人經紀工作室製作；音橋唱片發行
    - 復刻彩膠
    - 限量1000張，200 GRAM美國壓製限量紀念版：獨立流水編號印在側標上

  - 2013年台灣飛躍藝人經紀工作室製作；音橋唱片發行
    - 復刻彩膠（更換設計之再版）
    - 200 GRAM美國壓製限量紀念版：無獨立流水編號
- 卡帶
  - 1984年7月台灣北聯唱片發行
    - 共有4種版本

  - 1984年7月新加坡新麗聲機構發行
    - 先發行獨家封套設計版本“紀念版”【鳳飛飛專輯 夏的季節 涼呀涼】，後發行4種封面的“正式版”，共有5種版本[7][8]
    - 隨卡帶贈送鳳飛飛精美海報

  - 1984年馬來西亞快樂機構發行
    - 無收錄【尋】和【夏艷（演奏音樂）】
    - 不只發行獨家封套設計版本【鳳飛飛全新專輯】，也發行4種封面的版本，共有5種版本

  - 1987年中國上海音像公司發行
    - 【鳳飛飛帶給您的夏日清涼──鳳飛飛演唱專輯<夏艷>】
    - 採用【出外的人】海外版【暖流】封面照作為封面，【你來了】封面照作為封底
- 匣式帶
  - 1984年7月台灣北聯唱片發行
    - 共有5種版本
- CD
  - 2001年8月台灣飛躍藝人經紀工作室製作；麗歌唱片發行。
    - 藍色紙盒版

  - 2012年4月3日台灣飛躍唱片製作；禾廣娛樂發行。
    - 共有5種版本
    - “發燒測試鑑聽天碟”，内附精美海報

## 外部連結
. Discogs.   [2024-10-29].
. Newspaper SG. 新明日報. 1984-07-02  [2024-10-29].
江映峰. . Newspaper SG. 聯合晚報. 1984-07-06  [2024-10-29].
. Udn部落格. 2009-10-17  [2024-10-25]. （原始内容存档于2010-02-23）.